# Cachoeira dos Índios
Cachoeira dos Índios is een gemeente in de Braziliaanse deelstaat Paraíba. De gemeente telt 8.693 inwoners (schatting 2009).